# Колосовський Георгій Сергійович
Георгій Сергійович Колосо́вський (15 квітня 1913, Заводське — 13 лютого 1988, Запоріжжя) — український радянський живописець, член Спілки художників України з 1945 року.

## Біографія
Народився 2 [15] квітня 1913 року на території сучасного селища Заводське (нині Миколаївського району Миколаївської області, Україна). Навчався в Одеській художній профшколі. 1935 року закінчив Одеський художній інститут (викладачі Павло Володикін, Олексій Шовкуненко, Теофіл Фраєрман. 1943 року познайомився з російським художником Леонардом Туржанським та пройшов у нього навчання. Брав участь у створенні Запорізького товариства художників та обласної організації.
Протягом 1962–1988 років працював на Запорізькому художньо-виробничому комбінаті. Жив у Запоріжжі в селищі Кірова в будинку на вулиці Сиваській № 9. Помер у Запоріжжі 13 лютого 1988 року.

## Творчість
Працював у галузі станкового живопису, створював переважно пейзажі. Серед робіт:
- «Відбудова греблі Дніпрогесу» (1945);
- «Запоріжсталь, Домна № 3» (1947);
- «Будівництво греблі» (1947);
- «Острів Хортиця» (1955);
- «Біля Трипілля» (1957);
- «Човнова станція» (1960);
- «Дніпрові далі» (1960);
- «Весняна повінь» (1961, Запорізький художній музей);
- «Дніпро біля Запоріжжя» (1963, Запорізький художній музей);
- «Місто над Дніпром» (1964);
- «Спіла пшениця» (1967);
- «На Полтавщині» (1968);
- «Вітряно» (1970-ті, Запорізький художній музей);
- «Стародавнє місто Чернігів» (1970);
- «Дніпрогес–2» (1974);
- «Весняний шум» (1975);
- «У рідному краї» (1980-ті);
- «Колгоспні ферми» (1980-ті);
- «Вечір на фермі» (1980-ті);
- «Село з баштою» (1980-ті);
- «Сільський пейзаж» (1980-ті);
- «Новий район» (1980-ті);
- «Натюрморт» (1980-ті);
- «Травень» (1980-ті).

Брав участь у обласних, всеукраїнських мистецьких виставках 1936 року. Персональні відбулися у Запоріжжі (1977, посмертна — 2010) та Києві (2005, посмертна).
Окремі твори зберігаються у Запорізькому художньому музеї.